# Глазгоу (Монтана)
Глазгоу (на английски: Glasgow) е град в окръг Вали, щата Монтана, САЩ. Глазгоу е с население от 3253 жители (2000) и обща площ от 3,6 km². Намира се на 638 m надморска височина. ЗИП кодът му е 59230-59231, а телефонният му код е 406.